# Neolucanus nitidus
Neolucanus nitidus es una especie de coleóptero de la familia Lucanidae. Presenta las subespecies:
- Neolucanus nitidus hainanensis
- Neolucanus nitidus hengshanensis
- Neolucanus nitidus maekajanensis
- Neolucanus oberthuri bisignatus

## Distribución geográfica
Habita en Laos.